# Mary Bankes
Lady Mary Bankes née Hawtry vers 1598 et morte le 11 avril 1661, est une aristocrate anglaise royaliste. Lors de la première guerre civile anglaise, elle défend le château de Corfe durant un siège de trois ans. 

## Jeunesse et famille
Mary Hawtry, fille unique de Ralph Hawtry, esquire de Ruislip (Middlesex) et de Mary Altham, naît vers 1598. En 1618, elle épouse Sir John Bankes, qui devient plus tard procureur général du roi Charles Ier et chef de la magistrature (Lord Chief Justice of the Common Pleas). Le couple a quatre fils et six filles.
En 1635, John Bankes acquiert le château de Corfe dans le Dorset avec tous ses manoirs, droits et privilèges à Lady Elizabeth Coke.

## Siège
En 1643, lorsque la guerre civile éclate en Angleterre, le roi envoie John Bankes servir au combat à Londres et à Oxford. Mary Bankes prend le contrôle du château de Corfe et y demeure avec ses enfants, ses serviteurs et une force de cinq hommes. À cette époque, le château de Corfe est la dernière garnison royaliste de la côte du Dorsetshire. En mai 1643, une force de Têtes-Rondes (surnom donné aux puritains partisans du Parlement d'Angleterre), composée de quarante marins, exige la remise des quatre pièces d'artillerie du château. Ils préviennent que tout homme qui rejoindrait la garnison verrait sa maison brûlée, et qu'aucun approvisionnement ne parviendrait jusqu'au château. Défendue par seulement cinq personnes au départ, Mary Bankes réussit à obtenir de la nourriture et à gonfler la garnison qui atteint alors 80 hommes. Mary Banks, ses serviteurs et son petit groupe de soldats ripostent par des coups de canon et parviennent à les chasser. 
Le 28 juin, 500 à 600 soldats commencent le premier siège de Corfe. Mary et son petit groupe défendent le quartier supérieur et, en jetant des pierres et des braises chaudes des remparts, réussissent à repousser les assaillants, tuant et blessant plus de 100 hommes en août. En 1646, l'un de ses officiers, le colonel Pitman, la trahit en conduisant un groupe de têtes-rondes dans le château via une porte de sortie. Elle est alors forcée de se rendre et de céder le château. Cependant, parce qu'elle a montré un tel courage, elle est autorisée à garder les clés du château, qui sont maintenant conservées à Kingston Lacy, près de la cathédrale de Wimborne, dans le Dorset. 
Le château a été délibérément détruit par les hommes de Cromwell et est resté en ruine depuis lors.

## Fin de vie
Ses fils Ralph et Jerome achètent le manoir d'Eastcourt en son nom. À sa mort, le manoir est transmis à sa fille Joanna Borlase, qui à son tour l'a transmis à ses filles et ses cohéritiers.
Mary Bankes meurt le 11 avril 1661. Elle est enterrée dans l'église St Martin (Ruislip). Une inscription à sa mémoire est gravée sur le mur sud du chœur à l'intérieur de l'église.
Les écoles maternelles et juniors Lady Bankes portent son nom à Ruislip Manor.